# Казе Кочаграса (Пескара)
Казе Кочаграса (итал. Case Cocciagrassa) је насеље у Италији у округу Пескара, региону Абруцо.
Према процени из 2011. у насељу је живело 13 становника. Насеље се налази на надморској висини од 166 м.